# SŽ 363 sorozat
Az SŽ 363 sorozat  egy C'C' tengelyelrendezésű, hat tengelyes mozdonysorozat. A francia Alsthom (ma: Alstom) gyártotta 1975-ben a Szlovén Vasutak részére.
A 2750 kW teljesítményű mozdony legnagyobb sebessége 124 km/h. Összesen 39 db készült belőle. Az elegáns kinézetű és francia származású mozdony a Brigitte becenevet kapta a francia Brigitte Bardot színésznő után.
Három évtizeden át Szlovénia legerősebb villamosmozdonya volt, mely megfordult az összes villamosított szlovén vasútvonalon személy- és tehervonatokkal egyaránt. Helyüket a 2005-től érkező SŽ 541 sorozat (becenevén Helga) vette át.
A mozdony két háromtengelyes forgóvázaiba egy-egy vontatómotort építettek be. Érdekessége, hogy a mechanikus sebességváltója révén két üzemmódban tudott működni: a tehervonatokhoz a lassabb, ámde erősebb fokozatot, a személyszállító vonatokhoz pedig a gyengébb, ám gyorsabb sebességfokozatot használták. Tehervonati üzemmódban 75 km/h, személyvonati üzemmódban 124 km/h volt a maximális sebessége.